# 津市コミュニティバス (安濃地域)
津市コミュニティバス（安濃地域）（つしコミュニティバスあのうちいき）では、三重県津市の旧安濃町を運行するコミュニティバスについて説明する。

## 概要
- 運賃は「運賃制度」を参照。
- 当路線は曜日指定運行（後述）であるが、年末年始（12月29日から翌年1月3日）は運休する。
- 当路線はタカモリ第一交通が受託運行している。
- 路線情報は2022年4月時点のものを記載した。

## 歴史
- 2001年（平成13年）5月7日 - 安濃町巡回バス運行開始。運賃は無料。
- 2006年（平成18年）1月1日 - 安濃町が津市へ合併。
- 2010年（平成22年）4月1日 - 市内各地域で運行しているコミュニティバスの運賃や運行形態の格差を是正するため、見直しを実施。津市コミュニティバスの一部となる。有償化。コースを一部変更。
- 2021年（令和3年）4月1日 - 運行経路を再編。

## 運賃制度
運賃
- 大人200円、小人（小学生）100円。

※全区間共通。未就学児（幼児・乳児）は無料。なお、障害者手帳等の交付者とその介護者は半額、（津市オリジナルICカードの）シルバーエミカ所有者は無料となる（※津市内に住む65歳以上の方のみ）。
回数券
下記の3種を扱っている。
- 2,000円（200円券 12枚綴り）
- 1,000円（100円券 12枚綴り）
- 500円（50円券 12枚綴り）

※津市本庁舎交通政策課、各総合支所地域振興課、白山地域および美杉地域の各出張所で販売。
定期券
3カ月用と1カ月用を扱っている。
- 大人（中学生以上） - 3カ月：14,000円、1カ月：5,000円
- 小人（小学生のみ） - 3カ月：7,000円、1カ月：2,500円

※津市本庁舎交通政策課、各総合支所地域振興課、白山地域および美杉地域の各出張所で販売。

## 現行路線
どちらのルートも曽根橋バス停にて三重交通安濃線との乗り継ぎが可能。

### 清水ヶ丘団地・戸島・椋本ルート
火曜・水曜・金曜運行
- 芸濃総合支所 - ぎゅーとらラブリー芸濃店 - イオンタウン芸濃 - 戸島公民館前 - 草生 - 明合団地 - サンヒルズ安濃 - 安濃総合支所 - 村主 - 岡南 - 浄土寺 - 曽根橋 - 佐倉団地公民館前 - 清水ヶ丘団地 - 曽根橋 - 浄土寺 - 安濃総合支所

### 妙法寺・野口・椋本ルート
月曜・水曜・土曜運行
- 芸濃総合支所 - ぎゅーとらラブリー芸濃店 - イオンタウン芸濃 - 野口公民館前 - 山出 - 岩城口 - 平尾休養施設前 - 安部真念寺前 - 二子 - 西前野 - ピュアタウン - 妙法寺神社橋前 - 浄土寺 - 曽根橋 - 浄土寺 - 岡南 - 村主 - 安濃総合支所

## 過去路線
2021年3月まで下記のルートで運行。三重交通の安濃線と穴倉線に乗り継ぐことができた。
村主ルート
月曜・水曜運行
- サンヒルズ安濃 - 今徳西前野バス停前 - 今徳中出 - 岡南 - 曽根橋バス停前 - 村主バス停前 - 安濃総合支所 - サンヒルズ安濃 - 安濃中央総合公園

草生ルート
火曜・金曜運行
- サンヒルズ安濃 - 山出バス停前 - 二子 - 東観音寺バス停前 - 安濃総合支所 - 曽根橋バス停前 - サンヒルズ安濃 - 安濃中央総合公園

明合ルート
月曜・水曜運行
- サンヒルズ安濃 - 野口立合バス停前 - 村主バス停前 - 曽根橋バス停前 - 安濃総合支所 - サンヒルズ安濃 - 安濃中央総合公園

安濃地区方面
火曜・金曜運行
- サンヒルズ安濃 - 安濃メープルビレッジ - 鹿毛バス停前 - 曽根橋バス停前 - 村主バス停前 - 安濃総合支所 - サンヒルズ安濃 - 安濃中央総合公園

## 車両
- 日野・ポンチョ